# Классический «Доктор Кто» (5-й сезон)
Премьера пятого сезона классических серий британского научно-фантастического сериала «Доктор Кто» состоялась 2 сентября 1967 года, с выходом на экраны серии «Гробница киберлюдей». Сезон завершился 1 июня 1968 года показом последнего эпизода серии «Колесо в космосе».

## Актёрский состав

### Основной
- Патрик Траутон в роли Второго Доктора
- Фрейзер Хайнс в роли Джейми Маккриммона
- Дебора Уотлинг в роли Виктории Уотерфилд
- Венди Пэдбьюри в роли Зои Хериот

Патрик Траутон, Фрейзер Хайнс и Дебора Уотлинг вернулись к своим ролям Второго Доктора, Джейми Маккриммона и Виктории Уотерфилд соответственно. После выхода предпоследней серии сезона, «Ярость из глубины», шоу покинула Дебора Уотлинг, ей на смену пришла Венди Пэдбьюри в роли новой спутницы Доктора, Зои Хериот.

### Приглашённый
Актёр Джек Уотлинг (отец Деборы Уотлинг) дважды появился в роли профессора Эдварда Треверса — в сериях «Ужасные снежные люди» и «Паутина страха». тридцать лет спустя он вернётся к этой роли в фильме в формате direct-to-video «Downtime».
В серии «Гробница киберлюдей» впервые появился Кибер-Контроллер. Его роль исполнил Майкл Килгарифф. Кибер-Контроллер снова появится в 1985 году, в серии «Атака киберлюдей».
В серии «Паутина страха» дебютирует персонаж Николаса Кортни, Летбридж-Стюарт (на то время ещё в чине полковника). В следующем сезоне актёр вернётся к своей роли. Начиная с 7 сезона классики Летбридж-Стюарт является повторяющимся персонажем вплоть до 13 классического сезона. Также персонаж появится по одному разу в 20 и 26 сезонах.

## Серии
Сценарий серии «Гробница киберлюдей» редактировал Виктор Пембертон, а её продюсером был назначен Питер Брайант. После этого Брайант вновь вернулся к редактированию сценариев, а Иннес Ллойд — к продюсированию серий. При создании серии «Паутина страха» Брайант вновь выступил в качестве продюсера, для редактирования сценария его временно заменил Деррик Шервин. Серия «Враг мира» стала последней для главы драматического направления и создателя сериала Сидни Ньюмана, который покинул BBC в 1967 году после того, как его контракт со телекомпанией истёк.
Все эпизоды серий «Гробница киберлюдей» и «Враг мира» имеются в архивах BBC, это первые полностью сохранившиеся серии с участием Патрика Траутона. Недостающие эпизоды серии «Ледяные воины» (в количестве двух) были восстановлены за счёт анимации. Художественный стиль этой анимации впоследствии будет использован при реконструкции серии следующего сезона, «Вторжение». Единственный утраченный эпизод серии «Паутина страха» будет восстановлен в виде телевизионной слайд-реконструкции. Единственной серией, у которой не сохранилось ни единого эпизода, является «Ярость из глубины», у других трёх серий присутствует как минимум один эпизод.
«Враг мира» стал второй серией классического «Доктора Кто», в которой исполнитель роли Доктора снялся также и в ещё одной роли (первой была серия 3 сезона «Резня» с участием Уильяма Хартнелла). Патрик Траутон появился одновременно и как Второй Доктор, и как злодей Саламандер.
| Номер | Название                                         | Частей (эпизодов)               | Режиссёр            | Сценарист                     | Зрителей (миллионов)    | Индекс оценки (из 100) | Дата выхода в эфир | Код |
| --- | ------------------------------------------------ | ------------------------------- | ------------------- | ----------------------------- | ----------------------- | ---------------------- | --- | --- |
| 37 | «Гробница киберлюдей» «The Tomb of the Cybermen» | 4 эпизода                       | Моррис Бэрри        | Кит Педлер Джерри Дэвис       | 6.0 6.4 7.2 7.4         | 53 52 49 50            | 2 сентября 1967 года 9 сентября 1967 года 16 сентября 1967 года 23 сентября 1967 года                                       | MM  |
| Доктор, Джейми и Виктория сталкиваются с археологической экспедицией, собирающейся исследовать гробницу киберлюдей. Но есть в этой экспедиции тот, намерения которого совсем не доброжелательны.                                                 |                                                  |                                 |                     |                               |                         |                        | |     |
| 38 | «Ужасные снежные люди» «The Abominable Snowmen»  | 6 эпизодов (1, 3—6 утеряны)     | Джеральд Блэйк      | Мервин Хайсмен Генри Линкольн | 6.3 6.0 7.1 7.2 7.4     | 50 52 51 50 51 52      | 30 сентября 1967 года 7 октября 1967 года 14 октября 1967 года 21 октября 1967 года 28 октября 1967 года 4 ноября 1967 года | NN  |
| Доктор отправляет ТАРДИС в Гималаи, намереваясь вернуть в горный монастырь когда-то доверенную ему реликвию, но вскоре оказывается в плену у монахов, принявших его за йети.                                                                     |                                                  |                                 |                     |                               |                         |                        | |     |
| 39 | «Ледяные воины» «The Ice Warriors»               | 6 эпизодов (2, 3 утеряны)       | Дэрек Мартинус      | Брайан Хайлес                 | 6.7 7.1 7.4 7.3 8.0 7.5 | 52 51 50 51            | 11 ноября 1967 года 18 ноября 1967 года 25 ноября 1967 года 2 декабря 1967 года 9 декабря 1967 года 16 декабря 1967 года    | OO  |
| В далёком будущем в результате попыток контролировать движение льда на Земле, впавшей в ледниковый период, пробуждаются неожиданные его обитатели.                                                                                               |                                                  |                                 |                     |                               |                         |                        | |     |
| 40 | «Враг мира» «The Enemy of the World»             | 6 эпизодов                      | Бэрри Леттс         | Дэвид Уитакер                 | 6.8 7.6 7.1 7.8 6.9 8.3 | 50 49 48 49 52         | 23 декабря 1967 года 30 декабря 1967 года 6 января 1968 года 13 января 1968 года 20 января 1968 года 27 января 1968 года    | PP  |
| Доктор, Джейми и Виктория сталкиваются с Саламандером —— безжалостным диктатором, готовым пойти на всё ради установления собственной власти и использующим все возможные средства. Но главная беда в том, что Саламандер — точная копия Доктора. |                                                  |                                 |                     |                               |                         |                        | |     |
| 41 | «Паутина страха» «The Web of Fear»               | 6 эпизодов (3 утерян)           | Дуглас Кэмфилд      | Мервин Хайсмен Генри Линкольн | 7.2 6.8 7.0 8.4 8.0 8.3 | 54 53 51 53 55         | 3 февраля 1968 года 10 февраля 1968 года 17 февраля 1968 года 24 февраля 1968 года 2 марта 1968 года 9 марта 1968 года      | QQ  |
| В Лондонском метро происходит что-то неладное, и Доктор присоединяется к военному отряду, чтобы исследовать это. |                                                  |                                 |                     |                               |                         |                        | |     |
| 42 | «Ярость из глубины» «Fury from the Deep»         | 6 эпизодов (все утеряны)        | Хью Дэвид           | Виктор Пембертон              | 8.2 7.9 7.7 6.6 5.9 6.9 | 55 56 57               | 16 марта 1968 года 23 марта 1968 года 30 марта 1968 года 6 апреля 1968 года 13 апреля 1968 года 20 апреля 1968 года         | RR  |
| ТАРДИС приземляется посреди моря около восточного побережья Англии. И неспроста — рядом находится исследовательская база, в трубах которой что-то завелось.                                                                                      |                                                  |                                 |                     |                               |                         |                        | |     |
| 43 | «Колесо в космосе» «The Wheel in Space»          | 6 эпизодов (1, 2, 4, 5 утеряны) | Тристан Девере Коул | Дэвид Уитакер Кит Педлер      | 7.2 6.9 7.5 8.6 6.8 6.5 | 57 60 55 56 57 62      | 27 апреля 1968 года 4 мая 1968 года 11 мая 1968 года 18 мая 1968 года 25 мая 1968 года 1 июня 1968 года                     | SS  |
| Доктор и Джейми оказываются на космической станции, где в очередной раз сталкиваются с киберлюдьми. |                                                  |                                 |                     |                               |                         |                        | |     |

## Утраченные эпизоды
- «Ужасные снежные люди» — утрачено 5 из 6 эпизодов (кроме 2 эпизода)
- «Ледяные воины» — утеряны эпизоды 2 и 3 (всего их 6)
- «Паутина страха» — в архивах отсутствует эпизод 3
- «Ярость из глубины» — утрачены все 6 эпизодов
- «Колесо в космосе» — утеряны все эпизоды, кроме 3 и 6 (всего их 6)

## DVD и Blu-Ray
| Серия | Количество и продолжительность эпизодов | Регион 2             | Регион 4              | Регион 1                                             |
| --- | --------------------------------------- | -------------------- | --------------------- | ---------------------------------------------------- |
| «Гробница киберлюдей» | 4 × 25 мин.                             | 14 января 2002 года  | 4 апреля 2002 года    | 6 августа 2002 года                                  |
| «Гробница киберлюдей» — Специальное издание В Регионах 2 и 4 в рамках сборника Revisitations 3 В Регионе 1 выходил отдельным изданием | 4 × 25 мин.                             | 13 февраля 2012 года | 1 марта 2012 года     | 13 марта 2012 года                                   |
| «Ледяные воины» | 6 × 25 мин.                             | 26 августа 2013 года | 28 августа 2013 года  | 17 сентября 2013 года                                |
| «Враг мира» | 6 × 25 мин.                             | 25 ноября 2013 года  | 27 ноября 2013 года   | 10 декабря 2013 года (Канада) 20 мая 2014 года (США) |
| «Паутина страха» | 5 × 25 мин. 1 × 25 мин.(реконструкции)  | 24 февраля 2014 года | 26 февраля 2014 года< | 22 апреля 2014 года                                  |

Затерянные во времени
Все серии, эпизоды которых утеряны, включая серии этого сезона, были объединены в единое коллекционное издание «Затерянные во времени». В регионе 1 издание выходило в двух форматах: в виде двух независимых томов (для эпизодов серий с Первым и Вторым Докторами соответственно) и в виде единого сборника. В Регионах 2 и 4 доступен только в виде единого сборника.
| Серия | Количество и продолжительность эпизодов | Регион 2           | Регион 4                             | Регион 1           |
| --- | --------------------------------------- | ------------------ | ------------------------------------ | ------------------ |
| «Ужасные снежные люди»(эпизод 2) «Враг мира»(эпизод 3) «Паутина страха»(эпизод 1) «Колесо в космосе»(эпизоды 3 и 6) Включая уцелевшие отрывки из серии «Ярость из глубины» | 5 × 25 мин.                             | 1 ноября 2004 года | 2 декабря 2004 года 1 июля 2010 года | 2 ноября 2004 года |

## Книги
| Серия                  | Адаптация                           | Автор            | Впервые опубликована |
| ---------------------- | ----------------------------------- | ---------------- | -------------------- |
| «Гробница киберлюдей»  | «Доктор Кто и Гробница киберлюдей»  | Джерри Дэвис     | 1978                 |
| «Ужасные снежные люди» | «Доктор Кто и Ужасные снежные люди» | Терренс Дикс     | 1974                 |
| «Ледяные воины»        | «Доктор Кто и Ледяные воины»        | Брайан Хейлс     | 1976                 |
| «Враг мира»            | «Доктор Кто и Враг мира»            | Ян Мартер        | 1981                 |
| «Паутина страха»       | «Доктор Кто и Паутина страха»       | Терренс Дикс     | 1976                 |
| «Ярость из глубины»    | «Ярость из глубины»                 | Виктор Пембертон | 1986                 |
| «Колесо в космосе»     | «Колесо в космосе»                  | Терренс Дикс     | 1988                 |